# 마이크로 수면

EEG 알파(alpha)파의 예시

EEG 테타(theta)파의 예시

마이크로 수면(microsleep)은 수 분의 1초 또는 30초 미만까지 지속될 수 있는 한 차례의 잠을 말한다. 이 현상은 종종 수면 부족, 정신적인 피로, 우울증, 수면성 무호흡, 저산소증, 기면증, 과면증 등에 의한다. 수면 부족이 되면, 마이크로 수면은 어느 시간이곤 일어날 수 있으며, 전형적으로 주목할 만한 경고 없이 발생한다.
마이크로 수면은 오토바이 운전이나 육중한 기계로 일을 할 때와 같이 일정한 각성도를 요구하는 상황에서는 극단적으로 위험해진다. 마이크로 수면을 경험한 사람들은 보통 이를 알아차리지 못하여서, 그들이 항상 깨어있었거나, 일시적으로 초점을 잃었다고 믿는다.

## 같이 보기
- 졸림
- 수면 무호흡증
- 수면 부채